# Le Bersac
Le Bersac é uma comuna francesa na região administrativa da Provença-Alpes-Costa Azul, no departamento de Altos-Alpes. Estende-se por uma área de 8,02 km². Em 2010 a comuna tinha 146 habitantes (densidade: 18,2 hab./km²).